# Isla Chelín
Isla Chelín är en ö i Chile.   Den ligger i regionen Región de Los Lagos, i den södra delen av landet, 1 000 km söder om huvudstaden Santiago de Chile. Arean är 12,1 kvadratkilometer.
Terrängen på Isla Chelín är platt. Öns högsta punkt är 74 meter över havet. Den sträcker sig 6,1 kilometer i nord-sydlig riktning, och 4,2 kilometer i öst-västlig riktning.
I omgivningarna runt Isla Chelín växer i huvudsak blandskog.